# Juan Francisco Sarasti Jaramillo
Juan Francisco Sarasti Jaramillo CIM (* 30. Juli 1938 in Cali; † 25. Februar 2021 ebenda) war ein kolumbianischer Geistlicher und römisch-katholischer Erzbischof von Cali.

## Leben
Juan Francisco Sarasti Jaramillo besuchte das Knabenseminar in Cali und studierte Philosophie an der Päpstlichen Universität Xaveriana in Bogotá sowie Theologie von der Päpstlichen Universität Gregoriana in Rom. Am 6. April 1959 trat er der Kongregation von Jesus und Maria (Eudistenväter) bei und empfing am 30. März 1963 die Priesterweihe.
Er war Studienpräfekt und Lehrer am Seminar von Pasto. 1968 war er Novizenmeister seiner Kongregation und von 1969 bis 1970 gehörte er dem Generalrat an. Zwischen 1971 und 1974 war er Rektor des Seminars von Santa Rosa de Osos. Von 1975 bis 1978 war er Sekretär der Abteilung für die Priesterseminare und Berufungen des Ständigen Sekretariats der Bischofskonferenz.
Papst Paul VI. ernannte ihn am 8. März 1978 zum Weihbischof in Cali und Titularbischof von Egara. Der Erzbischof von Cali, Alberto Uribe Urdaneta, spendete ihm am 6. Mai desselben Jahres die Bischofsweihe; Mitkonsekratoren waren José de Jesús Pimiento Rodriguez, Erzbischof von Manizales, und Eladio Acosta Arteaga CIM, Bischof von Antioquia.
Am 23. Dezember 1983 wurde er zum Bischof von Barrancabermeja ernannt. Papst Johannes Paul II. ernannte ihn am 25. März 1993 zum Erzbischof von Ibagué. Am 17. August 2002 wurde er zum Erzbischof von Cali ernannt.
Am 18. Mai 2011 nahm Papst Benedikt XVI. sein vorzeitiges Rücktrittsgesuch an. Juan Francisco Sarasti starb Ende Februar 2021 im Alter von 82 Jahren an den Folgen einer COVID-19-Infektion im Imbanaco-Spital in Cali.